# Cratichneumon chishimanus
Cratichneumon chishimanus är en stekelart som beskrevs av Tohru Uchida 1936. Cratichneumon chishimanus ingår i släktet Cratichneumon och familjen brokparasitsteklar. Inga underarter finns listade i Catalogue of Life.